# Друй, Бен Моисеевич
Бен (Бенеамин) Моисеевич Друй (31 июля 1924, Тарту — 1 октября 1975, Таллин) — советский актёр и театральный режиссёр.

## Биография
Родился в 1924 году в Тарту в рабочей семье. С началом Великой Отечественной войны вместе с семьей эвакуировался в тыл СССР.
Участник Великой Отечественной войны с 1942 года, окончил Челябинское танковое училище, в звании старшего сержанта воевал в составе Эстонского стрелкового корпуса, участвовал в операции по освобождению Таллина в 1944 году.
В 1953 году окончил в Москве эстонскую студию ГИТИСа.
В 1953—1965 годах — актёр Эстонского государственного академического театра драмы им. В. Кингисеппа.
В 1966—1968 годах работал в Ленинградском Театре сатиры и комедии.
В 1968—1971 годах — режиссёр Эстонского государственного академического театра драмы им. В. Кингисеппа.
В 1971—1975 годах — режиссёр на Эстонском телевидении.
Умер в 1975 году в Таллине, похоронен на кладбище Пярнамяэ.

## Фильмография
Режиссёр:
- 1974 — Продолжение / Aeg maha

Актёр:
- 1961 — Ночной пассажир (к/м) — жандарм